# Woods Cross
Woods Cross – miasto w Stanach Zjednoczonych, w stanie Utah, w hrabstwie Davis.